# 宁夏固原北地震
宁夏固原北地震是1622年10月25日襲擊中國宁夏回族自治区的地震。面波震级7.0。這是1561年至1709年間148年以來中國西部地區唯一記錄的大地震。地震發生在中央地震大約15公里（9.3英里）深度的“中衛-同心斷層庫瑪特”。